# Мій друг Нодар
«Мій друг Нодар» — радянський художній фільм 1967 року, знятий режисером Давидом Ронделі на кіностудії «Грузія-фільм».

## Сюжет
Нодар повернувся до свого рідного міста, до своїх друзів — Гіві, Бухуті та Гогії. Він покинув роботу на шахті, покинув дружину. Нодар веселий, хлопець, який захоплюється, він усюди хоче бути першим, але працювати не любить. Усі його спроби здійснити якийсь захід закінчуються повним провалом через його легковажний характер. Ія, що спочатку захопилася Нодаром, незабаром також розчаровується в ньому. І тоді Нодар ображає її. За честь дівчини заступається Гіві. Ця драма змушує Нодар задуматися. Він повертається до міста, з якого поїхав, до сім'ї та до роботи на шахті.

## У ролях
- Георгій Харабадзе — Нодар (дублював Володимир Ферапонтов)
- Капітон Абесадзе — Апрасіон (дублював Анатолій Кубацький)
- Гіві Александрія — другорядна роль
- Джемал Гаганідзе — Гогія (дублював Віктор Філіппов)
- Георгій Гегечкорі — вчитель логіки (дублював Валентин Брилєєв)
- Мераб Гегечкорі — епізод
- Віктор Дейсадзе — епізод
- Гія Кобахідзе — Гіві (дублював В'ячеслав Подвиг)
- Зураб Лаферадзе — головний інженер (дублював Микола Граббе)
- Еросі Манджгаладзе — Савле (дублював Георгій Георгіу)
- Іраклій Ніжарадзе — епізод
- Тія Пірцхалава — Ія (дублювала Надія Рум'янцева)
- Карло Саканделідзе — Обуховський (дублював Олег Голубицький)
- Таріель Сакварелідзе — епізод (дублював Володимир Балашов)
- Тінатін Сепертеладзе — епізод
- Баадур Цуладзе — Баноджа (дублював Віктор Файнлейб)
- Ц. Долбадзе — епізод
- Отар Зауташвілі — епізод
- Р. Іремадзе — епізод
- Дмитро Мчедлідзе — Бухуті (дублював Геннадій Крашенинников)
- Грігол Нацвлішвілі — Тате Вачнадзе (дублював Аркадій Толбузін)
- Давид Папуашвілі — епізод
- Нодар Піранішвілі — епізод
- Йосип Хаїндрава — епізод
- Ніно Чхеїдзе — мати Нодара
- Коте Бурджанадзе — епізод
- Іпполит Хвічія — епізод

## Знімальна група
- Режисер — Давид Ронделі
- Сценаристи — Давид Ронделі, Резо Чейшвілі
- Оператор — Фелікс Висоцький
- Композитор — Реваз Лагідзе